# Columna Los Aguiluchos de la FAI
La Columna Los Aguiluchos de la FAI fou una milícia paramilitar alçada per voluntaris durant la Guerra Civil espanyola. Estava formada per 10 centúries integrades majoritàriament per militants de la CNT i la FAI amb una presència important de dones i militars professionals lleials a la República del 7é Regiment d'Artilleria Lleugera. Sortí cap al Front d'Aragó el 28 d'agost de 1936 amb tren. Va ocupar posicions a Osera i Vicién. La columna va combatre a Siétamo i a Estrecho Quinto.